# Bailliage de Grandson
1476–1798
Entités précédentes :
- Seigneurie de Grandson

Entités suivantes :
- District de Grandson
- District d'Yverdon

Le bailliage de Grandson, est un des bailliages communs de Berne et Fribourg situé dans l'actuel canton de Vaud.

## Histoire
Le bailliage est créé en 1476 à la suite de la guerre de Bourgogne. Il est d'abord aux mains des Confédérés, mais il devient la propriété exclusive de Berne et Fribourg en 1484. En 1798, la majeure partie du bailliage devient le district de Grandson et le reste rejoint le district d'Yverdon.

## Baillis
Les baillis sont les suivants :
- 1476-1477 : Guillaume d'Affry
- 1477-1478 : Jacques de Ligritz
- 1479-1484 : Jacques Bugniet
- 1484-1485 : Peterman Morsel
- 1490-1493 : Guillaume Gruyères
- 1496-1500 : Jean Pavillard[1]
- 1535-1540 : Jakob Tribolet[2] ;
- 1625-1630 : Anton von Graffenried[3] ;
- 1715-1720 : Samuel Morlot ;